# Георгий Александрович
Великий князь Гео́ргий Алекса́ндрович (27 апреля (9 мая) 1871, Царское Село — 28 июня (10 июля) 1899, близ Абастуман, Тифлисская губерния) — третий ребёнок императора Александра III и Марии Фёдоровны, младший брат Николая II. После 1894 года как первый в очереди на наследование российского престола носил титул цесаревича. Лейтенант флота (1894).

## Детство
В детстве Георгий был более здоровым и сильным, чем его старший брат Николай. Он рос высоким, красивым, жизнерадостным ребёнком. Несмотря на то, что Георгий был любимчиком матери, он, как и другие братья, воспитывался в спартанских условиях. Дети спали на армейских кроватях, вставали в 6 часов и принимали холодную ванну. На завтрак им, как правило, подавали кашу и чёрный хлеб; на обед котлеты из баранины и ростбиф с горошком и запечённым картофелем. В распоряжении детей были гостиная, столовая, игровая комната и спальня, обставленные самой простой мебелью. Богатой была только икона, украшенная драгоценными камнями и жемчугом. Семья жила в основном в Гатчинском дворце.

## Образование и служба
У братьев были одни и те же преподаватели, хотя учились они в разных комнатах. Среди их наставников были самые уважаемые профессора. Оба брата в совершенстве владели английским языком, свободно говорили на французском и немецком, сносно изъяснялись на датском. Увлекались мальчики стрельбой и рыбалкой. Георгию прочили карьеру на флоте, пока он не заболел туберкулёзом.
В апреле 1889 года великий князь был зачислен в 1-й флотский экипаж, в июле того же года по экзамену произведён в чин мичмана. В 1891 году стал флигель-адъютантом. Являлся августейшим шефом Лейб-гвардии Атаманского и 93-го пехотного Иркутского полков.
По решению родителей в 1890 году Георгий вместе со старшим братом отправился в заграничное путешествие на крейсере «Память Азова», конечной точкой которого должна была стать Япония. При этом, в отличие от брата, Георгий Александрович находился в плавании не пассажиром, а членом экипажа в должности вахтенного офицера и нёс службу наравне с другими офицерами корабля (в экипаже также состоял принц Георгий Греческий). Мария Фёдоровна надеялась, что солнце и морской воздух пойдут сыну на пользу. Однако примерно на полпути, в Бомбее, с Георгием в декабре 1890 года случился приступ, и он был вынужден в январе 1891 года вернуться обратно на крейсере «Адмирал Корнилов». Николай продолжил путешествие без брата.
Одним из первых в России ознакомился с теоретическими трудами американского адмирала А. Т. Мэхэна, после чего организовал их перевод и издание крупными тиражами для офицеров флота.

## Наследник Цесаревич
В 1894 году неожиданно умер Александр III. Николай стал императором. Поскольку детей у него ещё не было, наследником цесаревичем был объявлен Георгий.
Однако состояние здоровья Георгия оставалось плохим. Он жил на Кавказе, в Абастумани. Врачи даже запретили ему ехать в Петербург на похороны отца (хотя он присутствовал при кончине отца в Ливадии и встречался до этого с родителями в Беловежской пуще). Единственной радостью Георгия были визиты матери. В 1895 году он прибывает в Петербург и вместе с матерью отправляется к родственникам в Данию. Там с ним случился очередной приступ. Георгий долгое время был прикован к постели, пока наконец не почувствовал себя лучше и не вернулся в Абастумани.
Несмотря на состояние здоровья, на Кавказе продолжал образование. Будучи Почётным председателем Русского астрономического общества, полностью финансировал из личных средств строительство первой горной астрономической обсерватории в России, получившей наименование «Георгиевская».
В 1898 году Георгий Александрович пригласил в Абастумани Михаила Нестерова для росписи церкви Святого Георгия.

## Награды
российские:
- Орден Святого апостола Андрея Первозванного (27.04.1871)
- Орден Святого Александра Невского (27.04.1871)
- Орден Белого орла (27.04.1871)
- Орден Святой Анны 1-й ст. (27.04.1871)
- Медаль «В память коронации императора Александра III»

иностранные:
- Австрийский орден Святого Стефана большой крест (1885)
- Датский орден Слона (1889)
- Испанский орден Золотого руна (1896)
- Итальянский орден Благовещения (1890)
- Французский орден Почётного легиона (1891)
- Греческий орден Спасителя 5-й ст.

## Смерть и погребение
28 июня 1899 года в возрасте 28 лет скоропостижно скончался от туберкулёза по дороге от Зекарского перевала обратно в Абастуман «на велосипеде с бензиновым двигателем» на глазах у молоканки Анны Дасоевой — согласно официальному извещению в правительственной газете. Во время езды у великого князя открылось кровотечение из горла, он сошёл с «велосипеда» и лёг на землю. Ему пытались оказать помощь посредством искусственного дыхания, однако это не помогло. На секции было обнаружено: крайняя степень истощения, хронический туберкулёзный процесс в периоде кавернозного распада, лёгочное сердце (гипертрофия правого желудочка), интерстициальный нефрит.
Весть о смерти Георгия была тяжёлым ударом для всей императорской семьи и особенно для Марии Фёдоровны.
Погребение его совершалось по Высочайше утверждённому церемониалу: останки были доставлены в Боржоми на колеснице, затем поездом по железной дороге в Батум, далее на эскадренном броненосце «Георгий Победоносец» в Новороссийск, откуда поездом — в Санкт-Петербург, куда гроб с его телом прибыл 12 июля и поставлен в Петропавловском соборе. Отпевание 14 июля возглавил митрополит Санкт-Петербургский Антоний (Вадковский), присутствовали император и императрица; похоронен в Петропавловском соборе рядом с саркофагом отца.

## Память
В 1899 году около курортного посёлка Абастумани на месте смерти цесаревича была поставлена часовня.
Николай всегда помнил Георгия и особенно его замечательное чувство юмора. Он записывал лучшие шутки брата на клочках бумаги и собирал их в «шкатулку курьёзов». И годы спустя царь не раз использовал её, чтобы позабавить близких. В 1910 году младший брат Георгия Михаил, в память о брате дал своему новорождённому сыну имя Георгий. Георгий Михайлович также прожил недолго и погиб в автокатастрофе в 1931 году.
В честь князя было названо основанное в 1885 году немецкими колонистами поселение Георгсфельд в Закавказье (в наст. время — пос. Чинарлы в Азербайджане)
В 1994 году тело цесаревича Георгия эксгумировалось для анализа ДНК и сравнения её с ДНК останков царской семьи (см. Романовы#Генетические исследования). Это решило многолетнюю проблему нахождения ДНК ближайших родственников последнего императора (зарубежные потомки отказывались предоставить материал). «С медицинской, научной, криминалистической, наконец, точек зрения результат был превосходный. Полное совпадение генотипа Георгия Александровича с генотипом так называемого „скелета № 4“ (под таким номером значились останки Николая II), включая даже тот сдвоенный элемент в ДНК» (редкая точковая С/Т-гетероплазмия в позиции 16169 (70 %C, 30 %T)).

## В культуре
Является одним из главных персонажей в цикле книг «Кавказский принц» Андрея Величко. Также фигурирует в романе В. С. Пикуля «Нечистая сила» и в подростковом романе Тимоте де Фомбеля «Ванго».
В телесериале «Шерлок в России» роль царевича Георгия сыграл актёр Дмитрий Ломакин.
В телесериале Сергея Васильева «Я ехала домой…» роль Святейшего Князя сыграл Александр Волков.